# 謝爾基濟夫
50°56′21″N 24°43′18″E / 50.93917°N 24.72167°E
謝爾基濟夫（烏克蘭語：Серкізів），是烏克蘭的村落，位於該國西部沃倫州，由科韋利區負責管轄，始建於1569年，面積0.55平方公里，海拔高度208米，2001年人口44，人口密度每平方公里79.85人。